# Silvana Deluigi
Silvana Deluigi (* 27. November 1960 in Buenos Aires) wird zu den führenden Tango-Interpretinnen der Gegenwart gezählt.

## Leben und Wirken
Deluigi sang im Alter von vier Jahren so gut, dass ihre Mutter, eine Schauspielerin, sie auf eine Musikschule, später auch zum Ballettunterricht schickte. Dann studierte sie klassischen Gesang am staatlichen Konservatorium in Buenos Aires. Mit 19 Jahren erhielt sie die Rolle der Maria in dem Musical West Side Story für die Aufführung am Presidente Alvear Teatro in Buenos Aires. Zwei Jahre später sang sie in der Rockoper Romeo e Julietta am dortigen Coliseo Teatro. 1984 zog sie nach Paris, um am dortigen Conservatoire national supérieur d’art dramatique Schauspiel zu studieren.
1988 wurde sie in Paris von Juan José Mosalini entdeckt, mit dem sie mehrfach international auf Tournee ging. Arte produzierte 1989 mit ihr den Film Tanguera (Regie: Heinz-Peter Schwerfel). Zunehmend verstand sie sich als Erneuerin des Tango und erweiterte dessen Traditionen um improvisatorische Spielräume. Deluigi trat zudem mit der Grupo 676 Tango – einem Quintett in klassischer Tango-Instrumentierung – weltweit auf. Auch ist sie auf Kip Hanrahans A Thousand Nights and a Night zu hören.

## Diskografie
- Tanguera: Woman in Tango (1993)
- Silvana Deluigi/Luis Di Matteo Tangos (1996, mit Osvaldo Caló, Ulrich Lask, Jean-Paul Céléa)
- Loca (1999, Live, mit Juan José Mosalini, Roberto Tormo, Leonardo Sánchez, Renaud Garcia-Fons, Jean-Louis Matinier, Marcelo Jaime Nisinman)
- En vivo / Live (2000, mit 676 Tango)
- Yo! (2004, mit Pablo Ziegler, Gustavo Beytelmann, Osvaldo Caló, Fernando Suarez Paz, Alfredo Triff, Horacio Malvicino, Steve Swallow, Renaud Garcia-Fons, Horacio Hurtado, Andy Gonzalez, Robby Ameen, Walter Castro, Horacio Roma)